# Падма Шри
Падма Шри (хинди पद्म श्री, IAST: padma śrī) — четвёртая из высших гражданских государственных наград Индии (после Бхарат Ратна, Падма Вибхушан и Падма Бхушан). Вручается правительством Индии как знак признания выдающегося вклада гражданина в той или иной области (искусство, образование, промышленность, литература, наука, спорт, медицина, социальная работа).

## История
Учреждена в 1954 году президентом Индии. На 2014 год награждено 2679 человек. Среди награждённых присутствуют несколько граждан России и бывшего СССР: Г. М. Бондаревский (2000), Т. М. Елизаренкова (2004), Р. Б. Рыбаков (2007), М. Л. Салганик (2007) и Г. М. Печников (2008).

## Кавалеры Падма Шри
- Категория:Кавалеры Падма Шри